# رافاييل أباريسيدو إرياصبو
رافاييل أباريسيدو إرياصبو (بالبرتغالية: Rafael Aparecido Elisbão) (15 فبراير 1985 في بيراسيكابا في البرازيل – )؛ هو لاعب كرة قدم كان يلعب كلاعب وسط.

## وصلات خارجية
- رافاييل أباريسيدو إرياصبو على موقع قاعدة بيانات كرة القدم.إي يو (الإنجليزية)
- رافاييل أباريسيدو إرياصبو على موقع Soccerway.com (الإنجليزية)
- رافاييل أباريسيدو إرياصبو على موقع عالم كرة القدم.نت (الإنجليزية)